# (7219) Satterwhite
(7219) Satterwhite (1981 EZ47) – planetoida z pasa głównego asteroid okrążająca Słońce w ciągu 4 lat i 95 dni w średniej odległości 2,62 j.a. Została odkryta 3 marca 1981 roku w Siding Spring Observatory w Australii przez Schelte Busa. Nazwa planetoidy pochodzi od Cecilii Satterwhite (ur. 1958), kustosza działu meteorytów w należącym do NASA Johnson Space Center.